# 緋乃ひの
緋乃 ひの（ひの ひの、12月28日 - ）は、日本の漫画家、同人作家。男性。血液型はB型。
主に成人向け漫画を執筆している。

## 概要
2007年、アンソロジーコミック『絶対ニーソLOVE』（茜新社）掲載「天使な悪魔さん」で商業誌デビューし、同年秋より『COMIC RIN』（茜新社）にて活動する。明るく楽しげな作風ながら、尿道責め等過激な描写も得意とする。
同人サークル「最果て空間」主宰。

## 作品リスト

### 単行本
1. 『合法的みにさいず』 （2010年3月26日発売[2]、茜新社〈TENMACOMICS RIN〉、ISBN 978-4-86349-141-0）
2. 『ちまっと☆かおすちっく』 （2012年7月27日発売[3]、茜新社〈TENMACOMICS RIN〉、ISBN 978-4-86349-305-6）
3. 『この世はすべてテンタクル！』 （2017年12月21日発売[4]、キルタイムコミュニケーション〈二次元ドリームコミックス〉、ISBN 978-4-7992-1102-1）
4. 『メス堕ちりとるほーる』 （2021年7月13日発売[5]、キルタイムコミュニケーション〈二次元ドリームコミックス〉、ISBN 978-4-7992-1513-5）

### 単行本未収録作品
- COMIC RIN（茜新社）
  - らぶ♥えでゅけいしょん（2007年10月号）[6]
  - おしかけ猫娘（2008年1月号）[7]
- アンソロジー（茜新社）
  - 天使な悪魔さん（絶対ニーソLOVE 2007年6月）[8]